# 阿吉拉二世
阿奇拉二世（亦作阿吉拉，英語：、或，约714年卒）是西哥特王国末代的一位割据君主。他自710或711年起统治西哥特王国西班牙与塞普提曼尼亚地区直至去世。因塔里克·伊本·齐亚德领导的阿拉伯-柏柏尔人的入侵，其实际控制范围仅限于原西哥特王国的东北部。这位君主的生平几乎完全依赖钱币与王表记载，可靠编年史中并未见其名。现存阿奇拉时期的金币铸造于赫罗纳、萨拉戈萨、塔拉戈纳及纳博讷造币厂，铭文证实其权威。由于同时期的文献、钱币学证据与王表均记载罗德里克与之并立为王，学界普遍认为两人系政变后形成的对立君主——罗德里克可能通过推翻前王维提扎（或导致其死亡）上位，而阿奇拉则割据东部一方。
尽管阿奇拉政权铸造的钱币数量远超罗德里克，但两者的流通区域并无重叠，暗示王国已分裂为两大阵营：西南部（首都托莱多周边的卢西塔尼亚与西卡塔吉尼行省）臣服于罗德里克，东北部（塔拉科与纳博讷西斯）则由阿奇拉掌控。但加莱西亚与贝提卡行省的归属仍成谜。值得注意的是，两位君主似乎从未爆发直接军事冲突，这可能因罗德里克疲于应对南方阿拉伯人的侵袭，而双方并未正式划分疆界。

## 统治期间
《西哥特诸王编年史》的两部续篇记载，阿奇拉在维提扎死后统治了三年。有学者推测他实为维提扎之子及合法继承人，而罗德里克则试图篡夺其王位，一些编年史学家甚至认为两人自708年起便共治。但若此说成立，维提扎之子在711年时则应该仅为一幼童。阿奇拉的实际统治应始于罗德里克上位后不久，持续至713或714年。
在阿奇拉短暂统治期间，阿拉伯骑兵开始袭扰罗德里克控制的西班牙南部。罗德里克率军迎战却在瓜达莱特战役战死沙场，部分阿奇拉的支持者可能在其最后一战中倒戈。鉴于西哥特前朝对犹太人的压迫政策，以及纳博讷西斯地区庞大的犹太社群，军事史学家伯纳德·巴赫拉赫提出一种诱人假说：“穆斯林、阿奇拉王与犹太人可能结成临时联盟，共同推翻罗德里克。”这一推测虽缺乏直接证据，却揭示了末代西哥特王国内部错综复杂的权力博弈——宗教矛盾、族群利益与生存危机交织，最终加速了这个日耳曼人王朝的陨落。

## 引用
1. 1 2  Collins, Visigothic, 131. According to Thompson, The Goths, 251.
2. ↑  Collins, Visigothic, 138–39. Thompson, The Goths, 251.其中认为阿吉拉在罗德里克战死之后因西哥特只剩下东北部，所以继位成为了西哥特国王。
3. ↑  Collins, Visigothic, 131.
4. ↑  Collins, Visigothic, 139.
5. ↑  Collins, Visigothic, 132.
6. ↑  Bachrach, 31–32.
7. ↑  Collins, Visigothic, 137.
8. ↑  Bachrach, "A Reassessment", 32.
9. ↑  Bachrach, "A Reassessment", 33.